# Bob Lazier
Pour les articles homonymes, voir Lazier.
Robert Lazier dit Bob Lazier, né le 22 décembre 1938 à Minneapolis et mort le 18 avril 2020 à Denver, est un pilote automobile américain. 
Il est notamment sacré Rookie of the Year (débutant de l'année) en championnat CART en 1981. Bob Lazier est le père du vainqueur des 500 miles d'Indianapolis 1996, Buddy Lazier, et de Jaques Lazier, aussi pilote automobile.

## Biographie
Bob Lazier est l'un des plus grands entrepreneurs de la région de Vail au Colorado, où il arrive dans les années 1960. Il y crée notamment seize commerces en dix-sept ans passés ici, dont le luxueux Tivoli Lodge. Sa passion reste néanmoins la compétition automobile. Il pilote notamment en Formule 5000 dans les années 1970.
En 1981, Bob Lazier rejoint le championnat CART, en pleine expansion, chez Fletcher Racing. Durant la saison, il obtient pour meilleurs résultats, deux quatrièmes places sur les ovales de Watkins Glen et de Mexico. Neuvième au classement général, il est le meilleur débutant de l'année, recevant la distinction honorifique de Rookie of the Year. Il participe également aux 500 miles d'Indianapolis cette année-là, signant le treizième meilleur temps en qualifications, avant de subir un problème moteur après 154 tours.
En 1982, Bob Lazier s'engage à nouveau pour l'Indy 500. En essais, le pilote Gordon Smiley est victime d'un accident mortel : choqué par cet accident, Buddy, le fils de Bob Lazier alors âgé de treize ans, convainc son père d'arrêter la compétition automobile.
Par la suite, il pilote dans des courses de voiture historiques, et co-dirige, entre 2013 et 2017, son équipe Lazier Partners Racing, qui participe à quatre reprises aux 500 miles d'Indianapolis durant cette période.
Le 18 avril 2020, Bob Lazier meurt des suites du Covid-19, à Denver, laissant sa femme, ses trois enfants et plusieurs petits-enfants qui le saluent, le décrivant comme « un héros et un pionnier ».

### Famille
Bob Lazier épouse Diana et est le père de Buddy Lazier, vainqueur des 500 miles d'Indianapolis 1996 et champion d'Indy Racing League en 2000, et de Jaques Lazier, auteur d'une victoire en Indy Racing League en 2001, ainsi que de sa fille Wendy.

## Résultats en compétition automobile
- 1970 : 
  - SCCA National Championship Runoffs, 3e sur Formule Ford
  - SCCA National Championship Runoffs, 8e sur Formule Vee
- 1971 : 
  - SCCA National Championship Runoffs, Vainqueur sur Formule B (Formula Atlantic)
  - SCCA National Championship Runoffs, 3e sur Formule Vee
- 1972 : 
  - SCCA National Championship Runoffs, 2e sur Formule Vee
  - Formule Super Vee SCCA, 5e
- 1973 : 
  - SCCA National Championship Runoffs, 3e sur Formule Vee
  - Formule Super Vee SCCA, 3e
  - Formule 5000, 20e
- 1974 : 
  - CanAm, 20e
  - Formule Super Vee SCCA, 10e
- 1975 : 
  - Formule Super Vee SCCA, 5e
- 1976 : 
  - SCCA National Championship Runoffs, 19e sur Formule Vee
  - Formule Super Vee SCCA, 2e
  - Formule 5000, 16e
- 1977 : 
  - Formule Super Vee SCCA, Champion
  - USAC Mini-Indy Series, 19e
- 1978 : 
  - Formule Super Vee SCCA, 4e
- 1979 : 
  - SCCA National Championship Runoffs, 12e sur Formule Vee
  - Formule Super Vee SCCA, 7e
- 1980 : 
  - Formule Super Vee SCCA, 8e
  - 12 Heures de Sebring, abandon (47e)
  - Mini-Indy Series, 13e
- 1981 : 
  - CART World Series, 9e (Rookie of the Year)
  - 500 miles d'Indianapolis, 19e
- 1982 : 
  - 500 miles d'Indianapolis, n'a pas pris part aux qualifications.

| Année | Écurie          | Voiture     | Moteur                     | Qualifications                       | Résultat final                       |
| ----- | --------------- | ----------- | -------------------------- | ------------------------------------ | ------------------------------------ |
| 1981  | Fletcher Racing | Penske PC-7 | Ford-Cosworth DFX V8 (t/c) | 13e                                  | 19e                                  |
| 1982  | Wysard Racing   | Eagle 80    | Ford-Cosworth DFX V8 (t/c) | N'a pas pris part aux qualifications | N'a pas pris part aux qualifications |